# Каширський район (Воронезька область)
Каширський район (рос. Каширский район) — адміністративна одиниця на півночі Воронезької області Росії.
Адміністративний центр — село Каширське.

## Географія
Район розташований в лісостеповій зоні на крайньому південному заході Оксько-Донської рівнини та характеризується рівнинним рельєфом.
Основні річки - Дон, Тамлик, Хворостань.